# Horst Czichos
Horst Czichos (* 13. August 1937 in Oppeln) ist ein deutscher Ingenieur, Physiker und Hochschullehrer. Von 1992 bis 2002 war er Präsident der Bundesanstalt für Materialforschung und -prüfung (BAM).

## Leben
Nach der Realschule in Berlin absolvierte Czichos eine Lehre als Werkzeugmacher. Im Anschluss studierte er ab 1957 Feinwerktechnik an der Ingenieurschule Gauß, der späteren Beuth Hochschule für Technik Berlin. Gleichzeitig besuchte er das Abendgymnasium, das er 1960 mit der Reifeprüfung abschloss. Im Jahr darauf bestand er das Ingenieurexamen. Danach arbeitete er zunächst als freiberuflicher Ingenieur in der optischen Industrie und absolvierte nebenher an der Freien Universität Berlin ein Studium der Physik, das er 1966 mit Diplom abschloss.
1966 wurde er wissenschaftlicher Mitarbeiter der BAM. Neben seiner Promotion übernahm er einen Lehrauftrag an der Hochschule für Technik in Berlin. Nach zwei Jahren erhielt er für seine Arbeit zum Thema „Über den Zusammenhang zwischen Adhäsion und Elektronenstruktur von Metallen bei Rollreibung im elastischen Bereich“ an der Technischen Universität Berlin den Doktor der Ingenieurwissenschaften. Ab 1969 leitete er das Laboratorium „Tribometrie und Tribophysik“ der BAM. 1974 wurde er zum Honorarprofessor der Hochschule für Technik in Berlin. 1978 wurde er Leiter der Abteilung „Sondergebiete der Materialprüfung“ der BAM, 1985 Vizepräsident der BAM und 1992 deren Präsident.
Nach seiner Pensionierung 2002 baute Czichos an der Hochschule für Technik Berlin das Lehrgebiet Mechatronik auf.

## Wissenschaftliche Arbeit
Im Bereich der Tribologie forschte Czichos zum Reibungs- und Verschleißverhalten von metallischen, keramischen und polymeren Werkstoffen. Er führte die Systemanalyse in die Tribologie ein. Sein 1978 erschienenes Buch „Tribology – a systems approach to the science and technology of friction, lubrication and wear“ wurde ins Japanische, Russische und Chinesische übersetzt und unter Fachkollegen weltweit beachtet. 1992 veröffentlichte Czichos mit K.-H. Habig das „Tribologie-Handbuch“, das 2010 in 3. Auflage erschien.
1988 stellte er zusammen mit J. Lexow im Auftrag der Vereinten Nationen im UN-Bulletin of the Advance Technology Alert System (ATAS) das Technikgebiet „Materials Technology and Development“ dar. 1991 veröffentlichte er mit R. Helms und J. Lexow den Forschungsbericht „Industrial and Materials Technologies: Research and Development Trends and Needs – A Study for the Commission of the European Communities“.
In seinem Buch „Was ist falsch am falschen Rembrandt und wie hart ist Damaszener Stahl?“ ging Czichos der Frage nach, wie man mit Technik Kunst erforscht, prüft und erhält.

## Akademische Ämter und Mitgliedschaften
- President of the International Research Group on Wear of Engineering Materials
- Vorsitzender der Gesellschaft für Tribologie
- Vorsitzender des Normenausschusses Materialprüfung des DIN
- Vorstandsmitglied im Deutschen Verband für Materialforschung und -prüfung (DVM)
- Vorsitzender des Gesellschafterausschusses des Deutschen Akkreditierungssystems Prüfwesen (DAP)
- Mitglied des Deutschen Verbandes für Schweißtechnik
- Vorstandsvorsitzender von EUROLAB Deutschland und Präsident von EUROLAB Europa
- Deutscher Delegierter im Materialforschungs- und Standardisierungskomitee (VAMAS) der Länder des Weltwirtschaftgipfels.
- Ordentliches Mitglied der Academia Europaea (seit 1995)[2]

## Auszeichnungen
- 1992 Ehrendoktorwürde der Universität Leuven
- 1998 Georg-Vogelpohl-Ehrenzeichen der Gesellschaft für Tribologie
- 2007 Christian-Peter-Beuth-Preis

## Schriften
- Tribology: A Systems Approach to the Science and Technology of Friction, Lubrication, and Wear. 2000, Elsevier Science, ISBN 978-0444553034.
- Springer Handbook of Materials Measurement Methods. (Hrsg.), 2006, Springer, ISBN 978-3540640356.
- Mechatronik: Grundlagen und Anwendungen technischer Systeme. 2008, Vieweg+Teubner, ISBN 978-3834803733.
- Tribologie-Handbuch: Tribometrie, Tribomaterialien, Tribotechnik. (Hrsg.), 2010, Vieweg+Teubner, ISBN 978-3834800176.
- Was ist falsch am falschen Rembrandt?: Mit High-Tech den Rätseln der Kunstgeschichte auf der Spur. 2011, Carl Hanser, ISBN 978-3446426368.
- Springer Handbook of Metrology and Testing. (Hrsg.), 2011, Springer, ISBN 978-3642166402.
- HÜTTE – Das Ingenieurwissen. (Hrsg.), 2012, Springer, ISBN 978-3642228490.
- Die Welt ist dreieckig: Die Triade Philosophie – Physik – Technik. 2013, Springer-Vieweg, ISBN 978-3658024840.
- Handbook of Technical Diagnostics: Fundamentals and Application to Structures and Systems. (Hrsg.), 2013, Springer, ISBN 978-3642258497.
- Das Ingenieurwissen: Werkstoffe. 2014, Springer Vieweg, ISBN 978-3642411250.